# Güyük Khan

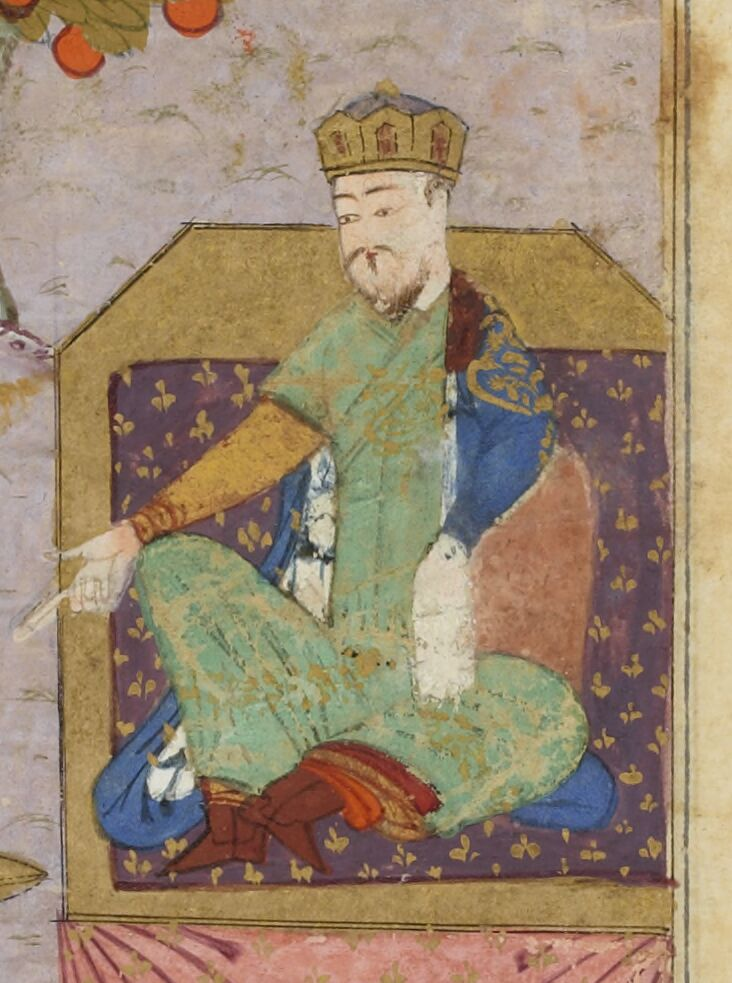
Darstellung Gujuks in einer persischen Miniatur von Abdullâh Sultân Schirazi

Güyük Khan oder Gujuk Chan (mong. Гүюг Xаан / ᠭᠦᠶ᠋ᠦᠭ ᠬᠠᠭᠠᠨ; güyüg qaγan, auch Kuyuk, * 1206; † März oder April 1248) war als Sohn Ögedeis der dritte Khagan des Mongolenreichs. Er regierte von 1246 bis 1248.

## Regentschaft

### Thronbesteigung
Güyüks Thronbesteigung wurde von seiner Mutter, der Regentin Töregene, durch Intrigen und Bestechungen begünstigt und von seinem Rivalen Batu, dem Khan der Goldenen Horde, bis 1246 hinausgezögert. Beide Prinzen hatten sich nach dem Russlandfeldzug (1237/38) über der Frage des Vorranges zerstritten, wobei Batu als „altes Weib“ geschimpft wurde und Güyük unerlaubt die Armee verließ. Seitdem waren sie Rivalen, was (trotz formeller Einhaltung der Spielregeln) zu einer inneren Spaltung des Mongolenreiches führte.

### Audienz für Johannes de Plano Carpini
In die Zeit seiner Regierung fällt die Mission Johannes de Plano Carpinis. Erst vier Monate nach seiner Ernennung zum neuen Khagan gewährte er Plano Carpini und seiner Gesandtschaft im Jurtenlager nahe der Hauptstadt Karakorum eine Audienz, obwohl sie schon bei seiner Inthronisation im Lager anwesend waren. Bei dieser Audienz hätte Johannes de Plano Carpini dem neuen Khagan einen mitgebrachten Brief des Papstes überreichen sollen, der diesen aufforderte, die Kampfhandlungen der Mongolen gegen die Christen einzustellen. Da das unaufgeforderte Erscheinen einer gegnerischen Abordnung nach mongolischer Tradition für den Khagan bedeutete, dass man sich ihm unterwerfen wolle, schickte er diese Abordnung nach dem Empfang mit einem Schreiben von seiner Seite wieder zurück. In diesem Schriftstück forderte er nunmehr den Papst Innozenz IV. mit einer hinzugefügten versteckten Drohung dazu auf, zusammen mit den anderen Königen unverzüglich zu ihm zu kommen, um sich ihm persönlich zu unterwerfen.

## Charakter und Regierung
Güyük Khan galt als hochmütig und finster, was ihm Tadel und schließlich nicht mehr zu überbrückendes Misstrauen einbrachte. („Man sagt von dir, du bist sehr grimmig. Glaubst du, das Volk der Orusut (d. h. der Russen) habe sich aus Angst vor deinem Grimm und Zorn unterwerfen lassen?“ Ansprache seines Vaters in der Geheimen Geschichte.) Er brachte aber eine geordnete Regierung zustande, indem er namhafte Minister seines Vaters wieder in ihr Amt einsetzte und den Eigenmächtigkeiten aus Töregenes Zeit ein Ende setzte.

## Tod
Der Khagan zog im Jahr 1248 in seine Stammländer am Imil und von dort weiter ins Ili-Gebiet, angeblich um sich mit seinem Vetter Batu zu treffen und auszusöhnen. Auf dem Weg versammelte er durch große Freigebigkeit eine Armee um sich. Batu wurde aber durch Sorghaghtani Beki vor Güyüks Absichten gewarnt, bot ebenfalls eine Armee auf und zog ihm entgegen. Sieben bis zehn Tagesmärsche vor der militärischen Auseinandersetzung mit Batu Khan verstarb Güyük. Als Todesursache liegt eine Vergiftung nahe.
Nach Güyüks Tod wurde seiner Witwe Ogul Qaimish die Regentschaft übertragen.